# Emile Flamant (homme politique)
Pour les articles homonymes, voir Emile Flamant (homonymie) et Flamant.
Emile Georges Roger Flamant est un homme politique belge (membre du PVV), né à Gand le 13 juin 1933 et y décédé le 3 avril 1994.
Il fut licencié en sciences sociales et secrétaire de mutualité; président du Landsbond van Liberale Mutualieiten.
Il fut conseiller communal de Gand et membre de la chambre des Représentants de 1971 à 1994.